# Cupa României 2009-2010
La Cupa României 2009-2010 è stata la 72ª edizione della coppa nazionale disputata tra il 22 settembre 2009 e il 26 maggio 2010 e conclusa con la vittoria del CFR Cluj, al suo terzo titolo consecutivo.

## Sedicesimi di finale
Gli incontri si sono disputati tra il 22 e il 24 settembre 2009.
| Squadra 1             | Risultato  | Squadra 2                     |
| --------------------- | ---------- | ----------------------------- |
| Gaz Metan Mediaș      | 5 - 4 rig. | CSM Rm.Vâlcea                 |
| Gloria Bistrița       | 3 - 0      | Dunărea Giurgiu               |
| Politehnica Iași      | 3 - 1      | Pandurii Târgu Jiu            |
| Universitatea Craiova | 4 - 0      | Gloria 2 Bistrița             |
| Unirea Urziceni       | 3 - 0      | Sportul Studențesc            |
| Chimia Brazi          | 0 - 5      | FC Vaslui                     |
| Astra Ploiești        | 2 - 1 dts  | Farul Constanța               |
| Ceahlăul Piatra Neamț | 2 - 3 rig  | Gaz Metan CFR Craiova         |
| FC Brașov             | 4 - 0      | CS Otopeni                    |
| Minerul Mehedinți     | 3 - 5 rig  | Internațional Curtea de Argeș |
| Oțelul Galați         | 4 - 3 rig  | Unirea Alba Iulia             |
| FC Timișoara          | 7 - 0      | Sănătatea Cluj                |
| FCM Bacău             | 0 - 2      | Steaua Bucarest               |
| FC Bihor Oradea       | 0 - 2      | Rapid Bucarest                |
| CFR Cluj              | 2 - 0      | FCM Dunărea Galați            |
| Dinamo București      | 5 - 0      | FC Zlatna                     |

## Ottavi di finale
Gli incontri si sono disputati tra il 27 e il 29 ottobre 2009.
| Squadra 1                     | Risultato | Squadra 2             |
| ----------------------------- | --------- | --------------------- |
| Gaz Metan Mediaș              | 0 - 1     | FC Vaslui             |
| Unirea Urziceni               | 0 - 1     | FC Brașov             |
| Astra Ploiești                | 6 - 5 rig | FC Timișoara          |
| Politehnica Iași              | 0 - 3     | Universitatea Craiova |
| Gloria Bistrița               | 5 - 4 rig | Steaua Bucarest       |
| Gaz Metan CFR Craiova         | 0 - 1     | CFR Cluj              |
| Internațional Curtea de Argeș | 2 - 1     | Rapid Bucarest        |
| Dinamo București              | 1 - 0     | Oțelul Galați         |

## Quarti di finale
Gli incontri si sono disputati tra il 17 e il 19 novembre 2009.
| Squadra 1             | Risultato | Squadra 2                     |
| --------------------- | --------- | ----------------------------- |
| FC Brașov             | 3 - 0     | Gloria Bistrița               |
| FC Vaslui             | 1 - 0     | Internațional Curtea de Argeș |
| Universitatea Craiova | 0 - 1     | CFR Cluj                      |
| Astra Ploiești        | 1 - 2     | Dinamo București              |

## Semifinali
Gli incontri di andata si disputarono il 24 e 25 marzo mentre quelli di ritorno il 14 e 15 aprile 2010.
| Squadra 1        | Totale | Squadra 2 | Andata | Ritorno |
| ---------------- | ------ | --------- | ------ | ------- |
| Dinamo București | 2 - 3  | CFR Cluj  | 1 - 1  | 1 - 2   |
| FC Brașov        | 1 - 4  | FC Vaslui | 1 - 0  | 0 - 4   |

## Finale
| Arbitro: | Alexandru Deaconu (Bucarest) |

|                                           |                      |                            |
| Milisavljević Zmeu Costin Burdujan Wesley | Tiri di rigore 4 – 5 | Mureșan Dică Deac Bud Cadú |